# Heterocromatina constitutiva
La heterocromatina es uno de los dos tipos principales de cromatina. La cromatina se define como el ADN asociado a proteínas no histónicas e histonas, localizadas en el núcleo de las células eucariotas.
Clásicamente se ha dividido en dos tipos: eucromatina y heterocromatina. El primer tipo es el que consideramos cromatina genéticamente activa, esto es, con actividad transcripcional de genes. El segundo tipo se subdivide en dos: heterocromatina constitutiva y facultativa. La facultativa es cromatina que puede presentarse tanto como eucromatina, con actividad transcripcional o sin ella, en función del momento del ciclo celular ya que los genes de los que está compuesta, se van desactivando a lo largo de la diferenciación celular. Uno de los ejemplos más significativos es el corpúsculo de Barr. La heterocromatina constitutiva es la cromatina más clásicamente entendida como desierto génico. Su función suele considerarse meramente estructural. Las diferencias de estructura asociadas a sus diferencias funcionales radican en el hecho de que la eucromatina presenta un grado de condensación menor que la heterocromatina. Al estar menos descondensada, su secuencia es más susceptibles de ser expresada por la maquinaria polimerasa.
No obstante, recientes estudios ponen de manifiesto que la heterocromatina constitutiva tiene más valor y riqueza génica de lo que pensábamos. Estos estudios han sido dirigidos hacia Drosophila melanogaster y el ser humano.
En D. melanogaster se han encontrado multitud de genes de importancia crucial para el desarrollo en algunas fases:
•	Kl-5, este gen codifica una cadena pesada de una dineína que se expresa en los testículos de los machos de Drosophila.
•	Bobbed, este gen se encuentra en heterocromatina de los cromosomas X e Y, y codifica genes ribosómicos.
•	RpL5, codifica la proteína ribosómica L5.
•	Light, codifica una enzima, en concreto una ubiquitín-proteín ligasa.
•	Rolled, codifica a la quinasa MAP.
•	Scp1, codifica una proteína de unión al calcio sarcoplasmático.
•	RpL38, codifica la proteína ribosómica 38.
•	Pl20ctn, codifica una proteína de unión adheren.
•	Nipped-B, codifica un activador transcripcional, que además cohesiona las cromátidas.
•	Nipped-A, codifica un regulador de la transcripción implicado en la citoquinesis.
Y así una larga lista de genes encontrados tanto en cromosomas sexuales como autosómicos. Esto nos da una idea de lo equivocados que estábamos al pensar que la heterocromatina no se transcribe.
En humanos, estos estudios también han obtenido interesantes resultados, resultados que de nuevo ponen de manifiesto actividad génica en heterocromatina:
•	Duplicaciones en zonas pericentroméricas. El centrómero es un tipo de heterocromatina constitutiva cuya función estaba relegada al anclaje de un sistema llamado complejo del cinetocoro, que permite el anclaje del huso mitótico a los cromosomas para asegurar una segregación correcta de los mismos. En zonas cercanas al centrómero, se han observado una serie de duplicaciones cromosómicas que parecen haber tenido un papel fundamental en la aparición de nuevos genes y en la adaptación al ambiente.
•	Eucromatinización de bloques de heterocromatina: SatIII. Se ha observado que tratamientos de estrés o choques térmicos con calor inducen la eucromatinización de bloques de heterocromatina, con la consiguiente transcripción del SatIII sin afectar a la organización de otras secuencias repetidas centroméricas como el α-satélite de ADN.